# Anisopeplus perplexus
Anisopeplus perplexus là một loài bọ cánh cứng trong họ Cerambycidae.